# Mrs. Jones' Lover
Mrs. Jones' Lover ou I Want My Hat é um filme mudo norte-americano de 1909 em curta-metragem, do gênero comédia, dirigido por D. W. Griffith. Este é o nono e último filme da série Mr. Jones.